# 阿閉真琴
阿閉 真琴（あとじ まこと、1969年11月23日 - ）は、日本の作詞家 詩人 富山県出身・在住。Makoto ATOZI、A to Z、あとじまこととも表記される。

## 概要
2000年 平井堅『楽園』を作詞。以後様々なアーティストに歌詞を提供。2007年より帰郷し、富山県を地盤に執筆・デザイン制作などを行なっている。2004年 V６『ありがとうのうた』（TBS系「学校へ行こう！」テーマソング）の音楽制作にASZ-PROJECT(阿閉 真琴,佐原けいこ,ZOOCO)として参加。2009年に提供した嵐の『ONLY LOVE』は『ARASHI All the BEST! 1999-2009』（ベストアルバム初回限定盤）内にて、嵐メンバーが選ぶ10曲として選ばれている。作詞講座リリックサポート主宰

## 主な参加作品
2000年
- 平井堅「楽園」
- MINAKOアルバム「375」全曲ワードプロデュース

2001年
- 前川清「霖霖と」
- 石嶺聡子「優しい声」
- V6「風を受けて〜Keep U goin’〜」
- 宇都宮隆「REASON」
- フラッシュバックスフィーチャリングウラカターズ「恋のNo1.Girls」
- mirai「0〜INFINITY」

2002年
- ARCHIBOLD「Nu Music ~洪水i Love You~」
- 新井裕子「あの空の向こうに」＊TBS系「幼稚園ゲーム」主題歌
- 石川さゆり「風ゆらら」＊金鳥蚊取線香CMソング
- 富山県立水橋高等学校応援歌「ARCH」

2003年
- PaniCrew「Red and Blue」
- Z-1「Winter Love」
- Lead「Only You Can Hurt Me」
- 中島由紀江（中島紅音）「泣かないよ」＊清酒大関CMソング
- 片瀬那奈「REVENGE～未来への誓い～」＊テレビ東京系アニメ「人間交差点」主題歌
- 嵐「嵐のまえの静けさ」
- 嵐「ONLY LOVE」
- 島谷ひとみ「J.U.M.P」
- SANA「NEVER TURN BACK AGAIN」
- Boogaloob「儚きもの」

2004年
- Coming Century 「Don't Worry Baby」コンサートのみで発表
- 光永亮太 「Believe」 ※共作　＊TBS系ドラマ「コスメの魔法」主題歌
- 光永亮太 「小さな手」 ※共作
- 光永亮太 「風」 ※共作
- V6「ありがとうのうた」 ※ASZ-PROJECTとして参加　河合塾「大学受験科」CMソング　TBS系「学校へ行こう!」テーマソング
- タッキー&翼（今井翼） 「Love & Tough」 ※共作　＊とんがりコーンTV-CMソング
- 中島由紀江(中島紅音)「風が連れてきたStory」
- 中島由紀江(中島紅音)「PROMISE」
- Boogaloob 「涙」
- SATOMi「太陽」

2005年
- NEWS (グループ) 「Say Hello」※共作
- KAT-TUN「Fight All Night」
- 安良城紅「Cherish」名古屋鉄道「ミュースカイ」CMソング。
- 上原奈美「BALANCE」※共作
- SATOMi「love shouts」
- TH■GIRLS feat.sifow「PARTY LOVE ～THEME OF 02」
- 中原小麦「Graduation」

2006年
- 上原奈美 「BE ONE'S」 ※共作
- 上原奈美「BACK STORY」※共作
- 上原奈美「WISPER VOICE」※共作
- 藤木直人 「記憶の雨」
- タッキー&翼 「夏の風」 ※共作
- GYM 「フィーバーとフューチャー」 ※共作 ＊『バレーボール・ワールドグランプリ2006』フジテレビ系イメージソング
- ジャニーズJr.「AOZORA」

2007年
- SATOMI'「楽園」
- 嵐 「Firefly」
- NEWS「真冬のナガレボシ」
- ESCOLTA 「明日への足跡」
- ネギま!?うたのCD 「Infinity Love2U」
- RAZ-OKU「世界は僕らを待っている」

2009年
- 嵐「トビラ」
- TRIPLANE「アイコトバ」 ※共作　＊ダイドーデミダスコーヒー　TV-CMソング
- 20th Century 「Know-body Knows」
- 島谷ひとみ 「花鳥諷詠 -Song for Everybody-」
- 笠原涼二「愛するために生まれてきたよ」

2010年
- nami「楽園」
- 岩田光央「眠るものたちへ」

2011年
- Sexy Zone「I see the light～僕たちのステージ～」

2012年
- BENI「楽園」
- CHILD HOOD「月と黒猫」

2013年
- 中村美律子「ようやったね」
- 中野めぐみ「tequila sunrise」

2014年
- Sky's The Limit「楽園」

2015年
- Silky Voice「Daylight」

2016年
- 神谷浩史「GRAVITATION」
- 平田志穂子「青い地球の少女」

2017年
- おれパラ/小野大輔・鈴村健一・森久保祥太郎・寺島拓篤「眠るものたちへ～おれパラ10th Anniversary ver.～」
- Shifo「No Rain,No Rainbow」
- Shifo「愛よこの世界に今何を思う」

2018年
- シュークフラッシュ「星空のサーカス」（滝川さとり名義）

2019年
- 畠中祐「オド☆リバ～MUSIC IS MAGIC！～」
- majiko「楽園」
- ラブとポップ~大人になっても忘れられない歌がある~mixed by DJ和 「楽園」

2022年
- 上白石萌音「ジェリーフィッシュ」

2023年
- 海蔵亮太「楽園」

2024年
- FUMISHIFONE「恋する蛍」
- 礼真琴「楽園」

2025年
- 中村美律子「称名滝」（未発表曲 2025/5/31 BSテレビ東京系 徳光和夫名曲にっぽん　歌唱）

## 参加作品
- 2000年1月19日 平井堅 シングル「楽園」
- 2000年10月1日 平井堅 アルバム「THE CHANGING SAME」収録「楽園」
- 2000年11月20日 Z-1 シングル「BE MY LOVE」収録「Winter Love」
- 2000年12月20日 MINAKO AND GIRLS BROTHERS アルバム「375」全曲WORDS PRODUCE
- 2001年1月24日 前川清 シングル「霖霖と」漢字名義
- 2001年3月23日 フラッシュバックスフィーチャリングウラカターズ シングル「恋のNo 1 Girl」
- 2001年6月16日 石嶺聡子 シングル「天気雨」収録「優しい声」
- 2001年6月21日 前川清 アルバム「大阪～霖霖と」収録「霖霖と」
- 2001年7月11日 Mirai アルバム「PINK」収録「0-infinity」
- 2001年8月29日 V6 シングル「出せない手紙」収録「風をうけて～KEEP U goin’～ 」
- 2001年10月25日 宇都宮隆 アルバム「LOVE-iCE」収録「REASON」
- 2002年1月30日 [平井堅 DVD「Ken Hirai Films Vol.4 LIVE TOUR 2001 gaining through losing at the BUDOKAN」収録「楽園」
- 2002年7月3日 新井裕子 シングル「あの空の向こうに」
- 2002年7月24日 石川さゆり シングル「夢の浮橋」収録「風ゆらら」
- 2003年3月19日 PaniCrew アルバム「Voice of Joker」収録「Red and Blue」
- 2003年3月29 Z-1 アルバム「ALL ABOUT Z-1」収録「Winter Love」
- 2003年4月26日 Lead アルバム「LIFE ON DA BEAT」収録「Only You Can Hurt Me」
- 2003年5月21日 中島由紀江 シングル「泣かないよ」
- 2003年5月28日 片瀬那奈 シングル「REVENGE～未来（あす）への誓い～」
- 2003年6月25日 片瀬那奈 アルバムTELEPATHY収録「REVENGE～未来（あす）への誓い～」
- 2003年7月2日 嵐 アルバム「How's It Going?」収録「嵐のまえの静けさ」「ONLY LOVE」Makoto Atoji名義
- 2003年8月6日 島谷ひとみ アルバム「GATE -scena III- 」収録「J.U.M.P」
- 2003年9月18日 SANA アルバム「Sana-modeII~pop’n music&beatmania moments~ 」収録「NEVER TURN BACK AGAIN」
- 2003年12月26日 Boogaloob アルバム「月のしずく」収録「儚きもの」
- 2004年2月4日 光永亮太 シングル「Believe」収録「Believe」共作
- 2004年2月4日 光永亮太 シングル「Believe」収録「小さな手」共作
- 2004年3月3日 V6 シングル「ありがとうのうた」ASZ-PROJECTとして参加
- 2004年4月21日 中島由紀江 シングル「風がつれてきたStory」収録「風がつれてきたStory」
- 2004年4月21日 中島由紀江 シングル「風がつれてきたStory」収録「PROMISE」
- 2004年4月28日 タッキー＆翼 アルバム「Twenty Two」収録「LOVE&TOUGH」
- 2004年9月1日 光永亮太 アルバム「INDEPENDENT」収録「Believe」「風」共作
- 2004年11月13日 Boogaloob アルバム「ルナ」収録「涙」
- 2005年3月2日 片瀬那奈 アルバムRELOADED~Perfect Singles+DVD収録「REVENGE～未来（あす）への誓い～」
- 2005年4月27日 NEWS アルバム「Touch」収録「Say Hello」共作
- 2005年5月3日 KAT-TUN DVD「KAT-TUN Live 海賊帆 」 収録「Fight All Night」
- 2005年9月23日 Sifow アルバム「TRANCE HEAVEN 02」収録「PARTY LOVE ~THEME OF 02」
- 2005年11月2日 木根尚登　アルバム「Handmade Gallery～The Best Works of NAOTO KINE～」収録「REASON」
- 2005年11月23日 平井堅 アルバム「Ken Hirai 10th Anniversary Complete Single Collection '95-'05 歌バカ」収録「楽園」
- 2005年12月7日 安良城紅 シングル「Cherish」
- 2006年2月28日 安良城紅 アルバムGirl 2 Lady収録「Cherish」
- 2006年3月24日 shifowアルバム「TRANCE HEAVEN 03」収録「パーティー・ラブ[DJ TORA リミックス]」
- 2006年3月29日 上原奈美 アルバム「15」収録「BE ONE'S」
- 2006年5月17日 藤木直人 シングルHEY FRIENDS収録「記憶の雨」
- 2006年8月30日 GYM山下智久シングル「フィーバーとフューチャー」共作
- 2006年11月11日 平井堅 ブルーレイディスク「Ken Hirai 10th Anniversary Tour Final at Saitama Super Arena 」収録「楽園」
- 2006年11月15日 タッキー＆翼 アルバム「Two You Four You」収録「夏の風」共作
- 2006年12月6日 Lead DVD「LEAD UPTURN 2006」収録「Only You Can Hurt Me」
- 2007年2月7日 岩田光央 アルバム「CORE」収録「眠るものたちへ」
- 2007年4月18日 KAT-TUN アルバム「cartoon KAT-TUN II You (初回限定盤)」収録「Fight All Night」
- 2007年7月11日 嵐 アルバム「Time」収録「Firefly」
- 2007年11月7日 NEWS アルバム 「pacific」収録「真冬のナガレボシ」AtoZ名義
- 2007年11月14日 ESCOLTA アルバム「愛の流星群」収録「明日への足跡」
- 2007年12月5日 SATOMI' アルバム「SINGS ～Winter,Luv～」収録「楽園」
- 2008年3月5日 安良城紅 アルバム「Chapter One～complete collection～」収録「Cherish」
- 2008年12月12日 前川清 DVD「前川清40周年記念コンサートHappy Fortieth」収録「霖霖と」
- 2009年2月11日 20th CenturyDVD「20th Century LIVE TOUR 2008 オレじゃなきゃ、キミじゃなきゃ」収録「Know Body Knows」
- 2009年3月4日 嵐 シングルBelieve│曇りのち、快晴収録「トビラ」
- 2009年4月22日 おれパラ（人気声優達の祭典）DVD「Original Entertainment Paradise “おれパラ” ライブDVD」収録「眠るものたちへ」
- 2009年5月13日 TRIPLANE シングル「アイコトバ」共作
- 2009年6月10日 平井堅 DVD「KEN HIRAI FILMS VOL.11 KEN'S BAR 10TH ANNIVERSARY」収録「楽園」
- 2009年7月29日 島谷ひとみ アルバム「BEST&COVER」収録「花鳥諷詠-Song For Everybody-」
- 2010年1月20日 前川清アルバム「前川清大全」収録「霖霖と」
- 2010年2月17日 nami シングル思い出になるの？収録「楽園」
- 2010年3月10日 TRIPLANE アルバム「 リバーシブル」収録「アイコトバ」
- 2010年4月7日 おれパラ（人気声優達の祭典）DVD「Original Entertainment Paradise “おれパラ”2009 LIVE DVD」収録「眠るものたちへ」
- 2010年10月27日 岩田光央 シングル「フルーツマン」収録「眠るものたちへ」
- 2011年1月12日 Hey! Say! JUMP DVD「SUMMARY 2010」収録「Fight All Night」
- 2011年11月16日 SEXY ZONE シングル「SEXY ZONE（通常版）」収録「I see the light～僕たちのステージ～」
- 2011年12月14日 前川清 アルバム「前川清大全集」収録「霖霖と」
- 2012年3月21日 CHILDHOOD アルバム「family」収録「月と黒猫」
- 2012年6月13日 NEWS アルバム「NEWS BEST」収録「真冬のナガレボシ」
- 2012年7月25日 おれパラ（人気声優達の祭典）DVD「おれパラ Original Entertainment Paradise 2011 ～常・照・継・光～ LIVE DVD 【2枚組】」収録「眠るものたちへ」
- 2012年8月15日 SEXY ZONE DVD「SEXY ZONEアリーナコンサート2012」収録「I see the light～僕たちのステージ～」
- 2012年11月7日 BENI 「COVERS2」収録「楽園」
- 2013年1月23日 TRIPLANEアルバム「SINGLES 04-12」収録「アイコトバ」
- 2013年6月26日 おれパラ（人気声優達の祭典）DVD「Original Entertainment Paradise 2012 PARADISE@GoGo!! LIVE DVD 神戸ワールド記念ホール」収録「眠るものたちへ」
- 2013年7月24日 おれパラ（人気声優達の祭典）DVD「Original Entertainment Paradise 2012 PARADISE@GoGo!! LIVE DVD 東京両国国技館」収録「眠るものたちへ」
- 2013年7月31日 TACKEY DVD「SUMMER ”LOVE” CONCERT2012」収録「FIGHT ALL NIGHT」作詞
- 2013年8月28日 SEXY ZONE DVD「JOHNNYS' Worldの感謝祭 in TOKYO DOME」収録 「I see the light～僕たちのステージ～」
- 2013年9月25日 中村美律子 シングル「おもいでの宿／ようやったね」収録「ようやったね」
- 2013年12月25日 中村美律子 アルバム「中村美律子ベストアルバム」収録「ようやったね」
- 2014年5月14日 KAT-TUN DVD「COUNTDOWN LIVE 2013」収録「FIGHT ALL NIGHT」
- 2014年7月2日 おれパラ（人気声優達の祭典）DVD「Original Entertainment Paradise 2013 ROCK ON !!!! 神戸ワールド 記念ホール　DVD」収録「眠るものたちへ」
- 2014年8月6日 おれパラ（人気声優達の祭典）DVD「Original Entertainment Paradise 2013 ROCK ON !!!! 東京両国国技館 DVD」収録「眠るものたちへ」
- 2014年12月7日 Sky's The Limit アルバム「Naked」収録「楽園」
- 2014年12月24日 Lead DVD「Lead Upturn 2014 ～Attract～」収録「Only You Can Hurt Me」
- 2015年4月8日 中村美律子 アルバム 「中村美律子 ベストセレクション2015」収録「ようやったね」
- 2015年7月22日 おれパラ（人気声優達の祭典）ブルーレイディスク「Original Entertainment Paradise 2014-Rainbow Carnival&Festival」収録「眠るものたちへ」
- 2015年7月22日 おれパラ （人気声優達の祭典）DVD「Original Entertainment Paradise 2014-Rainbow Carnival&Festival」収録「眠るものたちへ」
- 2015年7月29日 V6 アルバム 「SUPER Very best」収録「ありがとうのうた」ASZ-PROJECTとして参加
- 2015年12月25日 Silky Voice アルバム 「Crystal」収録「Daylight」
- 2016年2月17日 V6 DVD「LIVE TOUR 2015 - SINCE 1995 ～ FOREVER - 【通常盤 】」収録「ありがとうのうた」
- 2016年2月17日 V6 DVD「IVE TOUR 2015 - SINCE 1995 ～ FOREVER - 【初回限定B盤】」収録「ありがとうのうた」
- 2016年2月17日 V6 DVD「LIVE TOUR 2015 - SINCE 1995 ～ FOREVER - 【初回限定A盤】」収録「ありがとうのうた」
- 2016年2月24日 島谷ひとみ AMAZONデジタルミュージック「花鳥諷詠-Sing A Song Everybody」
- 2016年3月16日 平井堅 アルバム 「20th Anniversary Opening Special !! at Zepp Tokyo」収録「楽園」
- 2016年3月23日 平井堅 Blu-ray＆DVD Ken Hirai Films Vol.13『Ken Hirai 20th Anniversary Opening Special !! at Zepp Tokyo』収録「楽園」
- 2016年4月6日 中村美律子 アルバム 中村美律子ベストセレクション2016収録「ようやったね」
- 2016年8月17日 おれパラ（人気声優達の祭典）　DVD「Original Entertainment Paradise -おれパラ- 2015 UNITED FLAG DVD」収録「眠るものたちへ」
- 2016年8月17日 おれパラ（人気声優達の祭典）ブルーレイディスク「Original Entertainment Paradise -おれパラ- 2015 UNITED FLAG BD」収録「眠るものたちへ」
- 2016年8月24日 神谷浩史 アルバム「Theater」収録「GRAVITATION」
- 2016年12月8日 平田志穂子 アルバム「7:08」収録「青い地球の少女」
- 2017年7月19日 神谷浩史 DVD「Hiroshi Kamiya Live 2016 “LIVE THEATER”LIVE 」収録『GRAVITATION』
- 2017年8月2日 おれパラ DVD「Original Entertainment Paradise -おれパラ- 2016 ～Ⅸ'mas Magic～」 収録『眠るものたちへ』
- 2017年12月9日 おれパラ DVD「おれパラ 10th Anniversary ～Welcome to Paradise～」収録『眠るものたちへ』
- 2018年1月17日 NEWS シングル「LPS(初回盤B) 」収録『真冬のナガレボシ』
- 2018年9月19日 前川清 アルバム「前川清大辞典」収録『霖霖と』
- 2018年12月5日 Ken Hirai Films Vol.14 DVD『Ken’s Bar 20th Anniversary Special !!』収録『楽園』
- 2018年12月12日 前川清 DVD「50周年記念コンサート～時を忘れて～」収録『霖霖と』
- 2019年3月27日 畠中祐 アルバム「Fighter」収録『オド☆リバ～MUSIC IS MAGIC！～』
- 2019年4月10日 中村美律子 アルバム「中村美律子ベストセレクション2019」収録『ようやったね』
- 2019年6月19日 majiko アルバム「寂しい人が一番偉いんだ（タワーレコード限定特典CD）」収録『楽園（Acoustic Version）』
- 2019年8月7日 コンピレーションアルバム「ラブとポップ ～大人になっても忘れられない歌がある～ mixed by DJ和」収録『楽園』
- 2020年2月12日 畠中祐 Blu-ray『TASUKU HATANAKA 1st LIVE -FIGHTER-』収録『オド☆リバ～MUSIC IS MAGIC！～
- 2021年5月12日 平井堅　アルバム　あなたになりたかった　初回限定版DVD 収録『楽園』
- 2021年7月16日 嵐　デジタルアルバム　ウラ嵐2008-2011 収録『トビラ』
- 2021年8月25日 おれパラPRESENTS ORE!!SUMMER 2020 Blu-ray DAY1収録『眠るものたちへ』
- 2022年7月13日 上白石萌音 アルバム「name」収録『ジェリーフィッシュ』
- 2024年４月17日 上白石萌音　DVD Mone Kamishiraishi 『yattokosa』Tour 2023 収録『ジェリーフィッシュ』
- 2024年7月17日 FUMISHIFONE アルバム「小さな願い」収録「恋する蛍」
- 2024年9月9日 礼真琴 アルバム「REACH」 収録「楽園」

## コラム
- ZOUSS（北陸タウン誌）「Atozi Note」